# Асен Златев
Асен Иванов Златев е български състезател по вдигане на тежести.

## Биография
Роден е на 23 май 1960 г. в с. Царимир, Пловдивско. Започва състезателната си кариера в СК „Марица“ (Пловдив) под наставничеството на Ганчо Карушков. Учи в Средно спортно училище „Васил Левски“ в град Пловдив.
Спортната му кариера е в категориите 75 кг и 82,5 кг и започва ударно. През 1980 г. е европейски шампион в Белград. Същата година на летните олимпийски игри Москва е олимпийски шампион в категория до 75 кг. Следват златни медали от европейски първенства (1982, 1984, 1985) и сребърни (1981, 1983). Световен шампион през 1982 и 1986 г. и сребърен медалист (1981, 1983 и 1985). Носител на приза „Златен килограм“. Поставя 20 световни рекорда. Готви се за още три олимпиади, но не участва в тях по независещи от него причини. Капитан на националния отбор повече от единадесет години. Четиринадесет години няма загуба на подиума. 
Спортист № 1 на България за 1986 г.
В националния отбор по вдигане на тежести остава до 1992 г. Състезава се в Бундеслигата по щанги на Германия за отборите на Лаймен и Кемниц.
След края на спортната си кариера са занимава с частен бизнес в областта на млекопреработването. Почетен гражданин на Пловдив от 2000 г.